# یدالله مایل تویسرکانی
یدالله مایل تویسرکانی روزنامه‌نگار، شاعر، متخلص به مایل متولد ۱۲۶۳ یا ۱۲۶۵ قمری در تویسرکان در استان همدان است. در زادگاهش و در همدان به تحصیل عقلی و نقلی پرداخت و از کشیشی فرانسوی زبان فرانسه را آموخت. زبان‌های عربی و روسی را نیز فراگرفت. در سال ۱۲۸۳ شمسی در تویسرکان مدرسه‌ای به سبک نوین دایر کرد اما عده‌ای از عوام به تحریک مرتجعین آن را تخریب کردند. در سال ۱۲۹۸ شمسی به تهران رفت و ضمن تدریس به همکاری با مطبوعات پرداخت. یک سال و نیم بعد به ریاست فرهنگ بابل منصوب شد. در ۱۳۰۲ شمسی سرپرستی مدارس ایرانی در قفقاز را عهده‌دار گردید. پس از سوء قصد به جان وی، مدارس قفقاز از سوی دولت ایران تعطیل شد و ناچار به تهران بازگشت. در سال ۱۳۰۶ به ریاست معارف مازندران منصوب شد و در سال ۱۳۱۴ با همین منصب به کرمان رفت. چند سالی نیز روزنامه شفق سرخ را اداره کرد. شعرش در قالب‌های سنتی است. حدود ۲۰۰۰۰ بیت شعر سروده‌است و چند اثر ترجمه نیز از او چاپ شده‌است. او در سال ۱۳۲۹ شمسی درگذشت.
همچنین مایل تویسرکانی ترجمهٔ چند اثر مهم فرانسوی مانند میکرومگاس از ولتر و قرارداد اجتماعی از ژان ژاک روسو را در کارنامهٔ خود دارد.